# Площа Борців Революції (Луганськ)
Площа Борців Революції — площа, розташована у Ленінському районі міста Луганська між вулицями Титова, Червоноармійською, Тараса Шевченка та 14-ю лінією.

## Історія
Сучасна площа Борців Революції є частиною колишньої Новобазарної площі, закладеної наприкінці XIX століття. При закладці площі було використано незвичний рельєф місцевості: торгові ряди тягнулися з півночі аж до сучасної вулиці Коцюбинського. Історична назва площі походить від базарів, що проводилися регулярно, та ярмарок, яких на початку XX століття в Луганську було дві на рік: перша в день Миколи Чудотворця (з 7 до 10 травня), друга в день Усікновення голови Івана Предтечі (з 24 до 31 серпня).
Поява площі була зумовлена втратою своїх функцій Успенською, або ж Старобазарною, площею (нині площа Революції), що була більше нездатна проводити ярмарки.

## Сквер

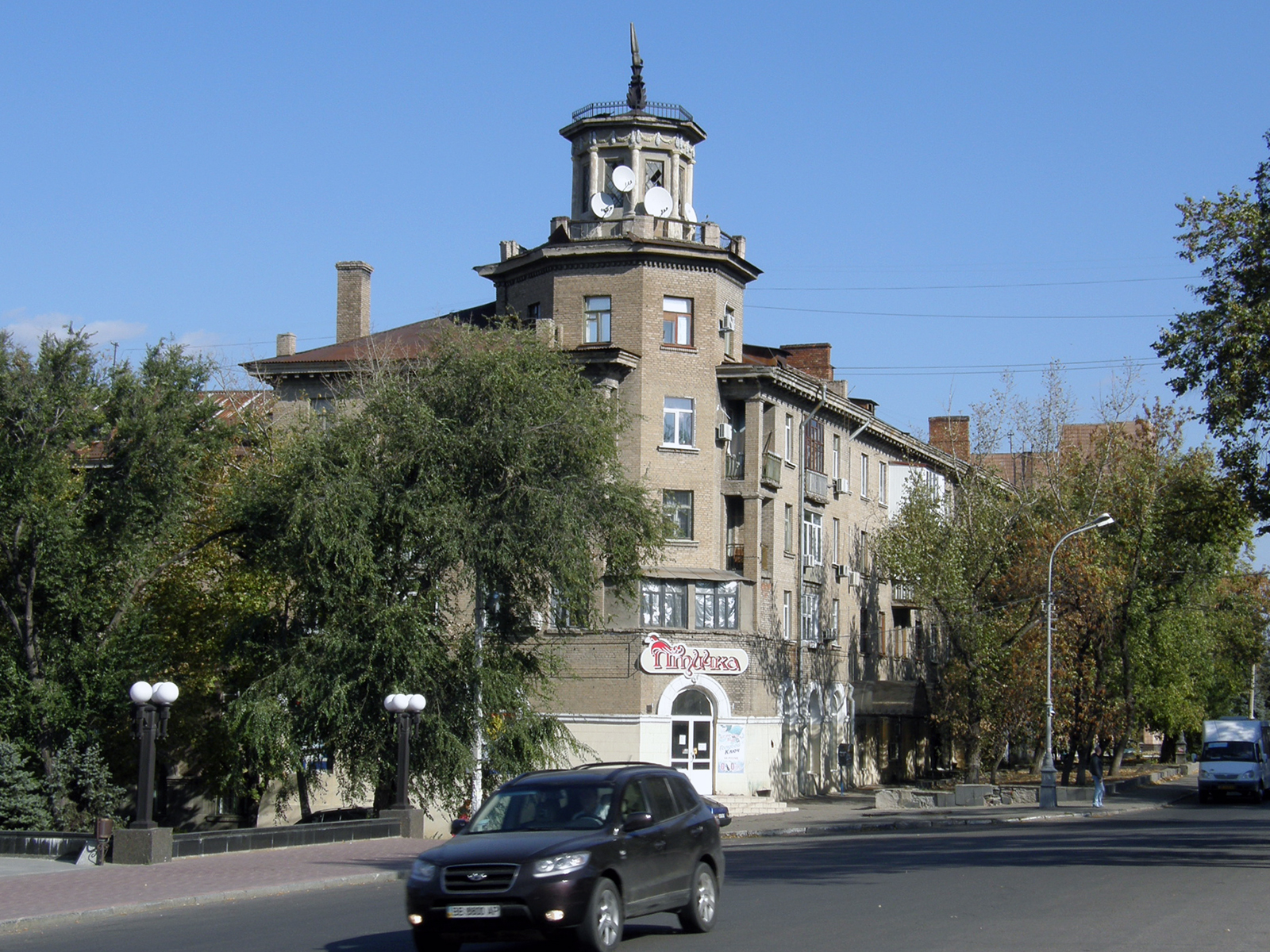
вул. Жовтнева, 2 (на розі з площею)

### Монумент Борцям Революції
Вздовж вулиці Карла Маркса, що перетинає площу, розташований пам'ятник учасникам Жовтневої революції та Громадянської війни. Меморіал має вигляд 40-метрової вигнутої колонади висотою 4 метри.
Композиційно пам'ятник складається з трьох частин. Ліва та права частини симетричні, містять плити з білого мармуру, на яких зазначені імена 326 луганців, що загинули за встановлення радянської влади у місті. Центральна частина пам'ятника висотою 7 метрів містить барельєф, що відображує фрагмент боротьби луганських робітників з кіннотою А. Шкуро, а також макет ордена Червоного Прапора, яким було нагороджено Луганськ у 1924 році. Композиція пам'ятника довершується з обох боків двометровими скульптурами відомих революційних діячів: з правого краю замикає монументальну композицію скульптура Олександра Пархоменка, з лівого — скульптура Петра Цупова. Перед монументом знаходиться вічне полум'я.
Рішення про створення пам'ятника було прийняте виконавчим комітетом Луганська у 1930 році, однак кошти у розмірі 100 тис. рублів було виділено тільки 1935 року. Розробку проєкту було доручено луганському скульптору Олександрові Шеремету. На початку 1936 року Климент Ворошилов затвердив проєкт майбутнього меморіалу; в тому ж році розпочалися й роботи зі спорудження монументу.
Урочисте відкриття пам'ятника відбулося 7 листопада 1937 року й було приурочене до 20-ї річниці Жовтневого перевороту. Пізніше, у 1938 році, навпроти пам'ятника були встановлені трофейні британські танки Mark V, які знаходилися навпроти монумента до 1958 року.
Під час Другої світової війни меморіал був серйозно пошкоджений, але протягом 1943—1945 років був повністю відновлений. Після війни пам'ятник пережив ще три реставрації: 1959, 1987 та 2009 років. Під час останньої з них (2009 року) до пам'ятника було повернуто танки Mark V.
3 вересня 2009 року постановою Кабінету Міністрів України меморіалу було надано статус пам'ятки національного значення.